# Prins-sarcofaag

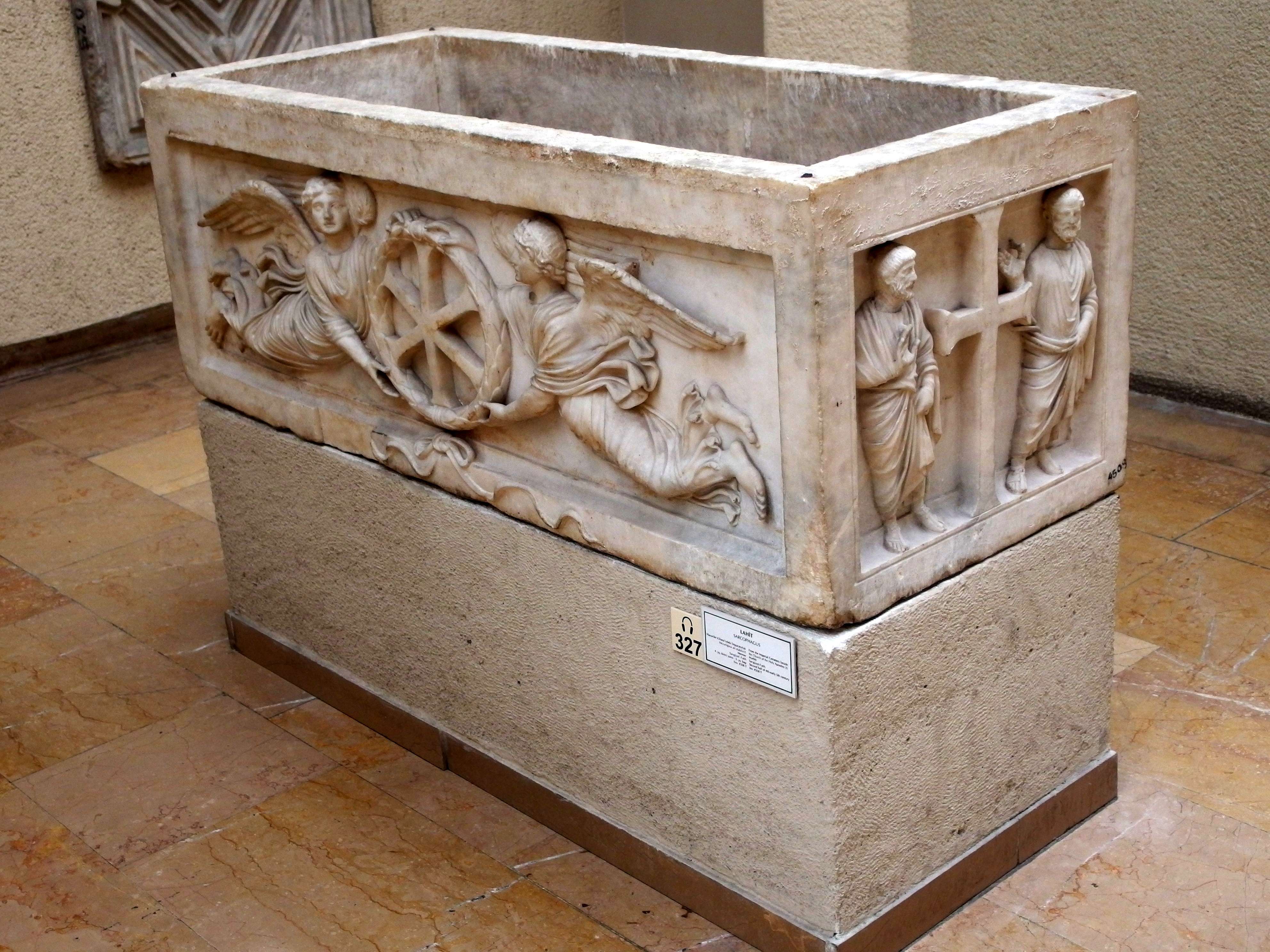
De Prins-sarcofaag

De Prins-sarcofaag is een vroeg-Byzantijnse marmeren sarcofaag. De sarcofaag voor een onbekende hoogwaardigheidsbekleder dateert van de tweede helft van de 4e eeuw of het begin van de 5e eeuw. Ze is afkomstig van de keizerlijke begraafplaats bij de Kerk van de Heilige Apostelen in Constantinopel (Istanboel). De Prins-sarcofaag wordt tentoongesteld in het Archeologisch Museum van Istanboel.

## Beschrijving
Op beide lange zijden zijn twee vliegende engelen afgebeeld die een krans vasthouden met daarin de letters iota en chi (beginletters van Ièsos Christos). De overwinningskrans staat symbool voor de overwinning op de dood. Op de korte zijden staan figuren bij een kruis.